# Chiesa di San Pancrazio (Chichester)
La chiesa di San Pancrazio (in inglese St Pancras' Church) è il luogo di culto anglicano che si trova a Chichester nell'omonimo distretto del West Sussex, in Inghilterra. La chiesa risale al  XVIII secolo, rientra nella diocesi di Chichester ed è considerata un monumento classificato di seconda categoria per il suo particolare interesse storico e architettonico.

## Storia

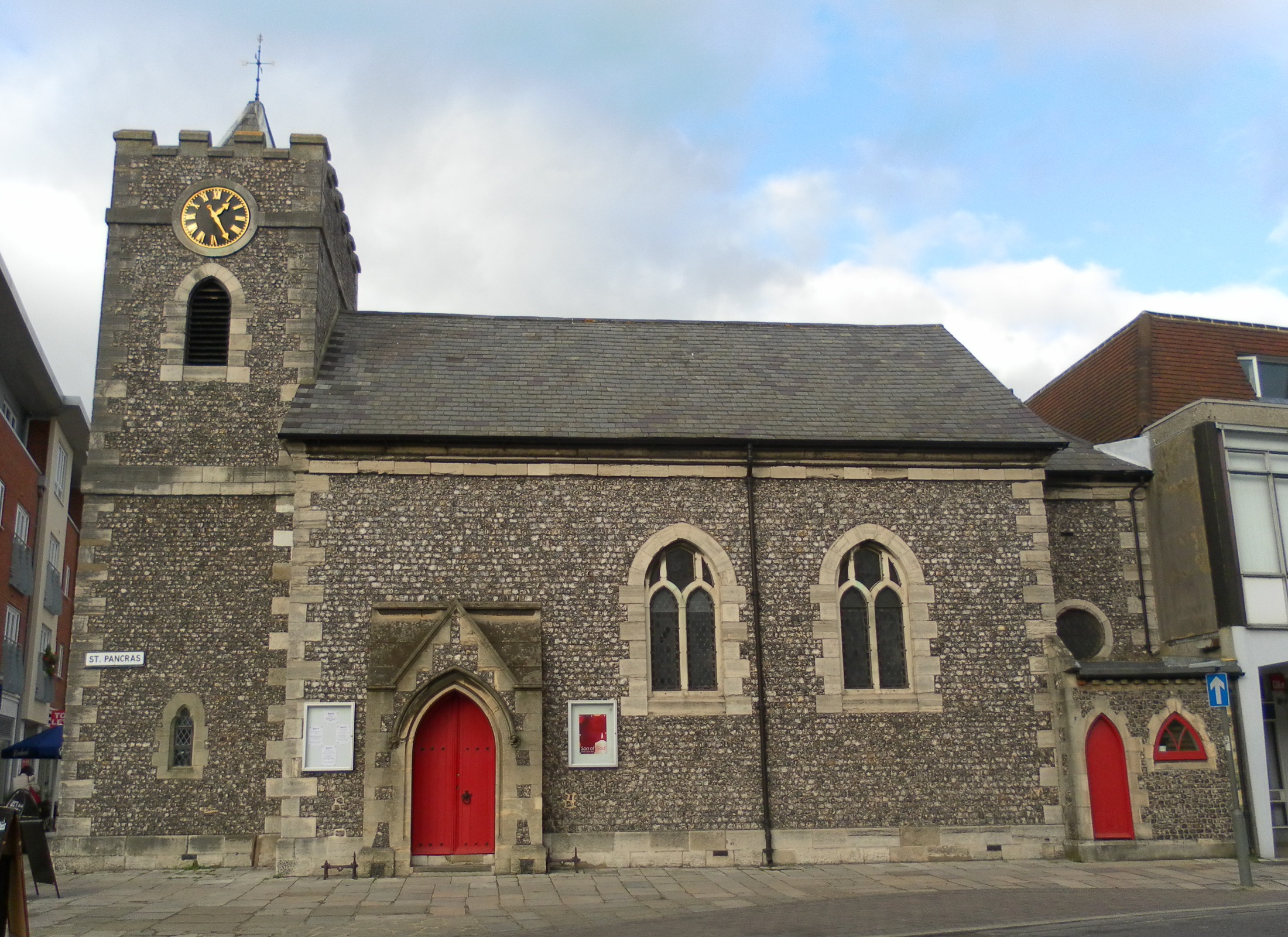
Facciata laterale con portale di accesso

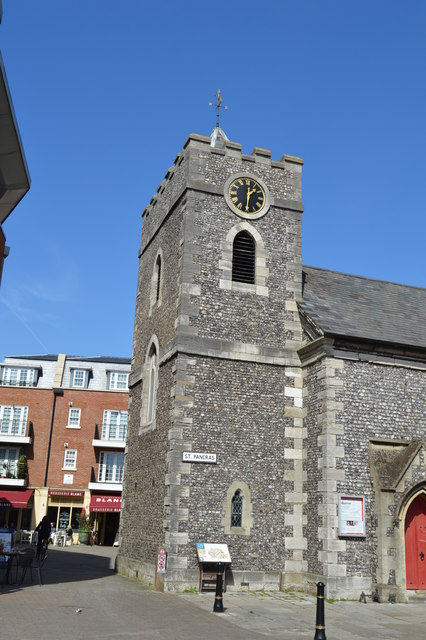
Torre campanaria

Sino alla metà circa del XVII secolo sul sito era presente una chiesa con dedicazione a San Bartolomeo che venne distrutta durante l'assedio del 1642 e della quale non si sa nulla del suo aspetto, tranne che aveva una torre che fu usata allora come piattaforma per cannoni. Tuttavia la parrocchia continuò a esistere anche senza una chiesa e nel 1685 il sito fu usato come deposito di legname. Solo tra il 1749 e il 1750 fu costruita una nuova chiesa, progettata dal geometra del duca di Richmond, William Ride. Il duca fu uno di coloro che sottoscrissero la ricostruzione e il costo fu attorno alle di 800 sterline anche se secondo Dallaway arrivò a oltre 1000. Negli anni tra il 1868 e il 1869 venne aggiunta la navata centrale e la chiesa fu ampiamente restaurata da Gordon M. Hills. Le stanze parrocchiali furono aggiunte solo intorno al 1990.

## Descrizione
La chiesa di San Pancrazio a Chichester dal 5 luglio 1950 viene giudicata un edificio di particolare interesse storico e architettonico in Inghilterra o Galles, classificata come monumento di seconda categoria. La motivazione la descrive come una piccola chiesa cittadina costruita a metà del XVIII secolo, ampiamente modificata e ampliata a metà del XIX secolo. Cita la sua insolita storia della distruzione della Guerra civile, della ricostruzione georgiana e dell'abbellimento vittoriano e la sua combinazione di classicismo con tocchi gotici, realizzati con i materiali tipici del Sussex.

### Esterni
La chiesa di San Pancrazio si trova a Chichester nel West Sussex, in Inghilterra. Si tratta d una piccola chiesa in selce, ricostruita nel 1749-50 sul sito di una chiesa medievale, alla quale nel 1868 fu aggiunta una navata laterale settentrionale. Questa piccola chiesa si trova nell'abitato, non ha cimitero ed è circondata direttamente da strade e altri edifici. Ha una navata senza contrafforti che mostra aspetti sia classici sia gotici. Il presbiterio ha un tetto a padiglione e una finestra oculo sul lato sud. La sagrestia sud-orientale ha una semplice porta ad arco e una piccola finestra accanto con trafori in legno. La torre posta a ovest è piccola e bassa e non ha contrafforti. Ha un parapetto e le finestre del campanile sono grandi feritoie con un quadrante che contiene l'orologio in una cornice circolare in pietra. La torre ha una torretta con scale sporgente molto ampia che potrebbe essere un'aggiunta successiva. La navata laterale ha finestre ed è parzialmente nascosta dal blocco delle stanze parrocchiali.

### Interni
L'interno della chiesa in origine aveva un semplice arco del presbiterio intonacato incentrato su un grande pulpito contro il muro nord. Divenne troppo piccolo nonostante l'aggiunta di una galleria nella torre nel 1806 e nel 1868 G. M. Hills lo rimodellò, quindi ci sono pochi lavori precedenti da vedere internamente. Hills aggiunse un'ampia navata laterale nord, l'unica direzione in cui la chiesa poteva essere ampliata, rendendo la pianta della navata e della navata laterale quasi quadrata. I suoi dettagli, incluso il porticato, sono in stile gotico inglese e così anche il nuovo arco del presbiterio, che ha fusti in marmo. L'arco della torre contiene una piccola galleria dell'organo a canne. Le vetrate dipinte del XVIII secolo nelle due finestre raffigurano gli stemmi dei due principali benefattori della nuova chiesa e del vescovo dell'epoca. I posti a sedere, installati nel 1868, sono stati sostituiti da sedie dal 1985.